# Hopea cagayanensis
Hopea cagayanensis là loài thực vật thuộc họ Dầu, nó thường thấy ở Philippines